# Pall Corporation
Pall Corporation is een internationale onderneming die actief is in de filtertechnologie. De onderneming genereert haar omzet met name met filters voor industriële en medische toepassingen.
Pall Corporation Incorporated is opgericht en statutair gevestigd in New York. De onderneming is vernoemd naar haar oprichter Dr. David Pall.
De Nederlandse verkooporganisatie, Pall Netherlands BV, is gevestigd in Medemblik. De Belgische verkooporganisatie, Pall Belgium BVBA, is gevestigd in Hoegaarden .